# Арара (Рондоније)
Араре из Рондоније (или Каро, Арар, Арара-Каро, Арара до Рио Маћадо, Арара-Гавијао, Урук, Уруче, Арара де Рондонија, Арара Тупи), племе су америчких Индијанаца из породице Рамараме, језичке породице Тупијан који говоре Тупи језиком. 
Насељавају подручја бразилских држава Рондонија и Мату Гросу. Сродни су племену Уруми. Популација им износи 150-250 припадника (2000. године) Данас живе у округу два села: Итерап и Пајгап у резервату Тера Индигена у држави Рондонија у Бразилу. Такође, постоје и друга племена истог имена Араре са којим их не треба мешати:
- Араре из Акре,
- Араре из Амазонаса,
- Араре из Паре и
- Араре из Мату Гроуа.